# Cantonul Cruzy-le-Châtel
Cantonul Cruzy-le-Châtel este un canton din arondismentul Avallon, departamentul Yonne, regiunea Burgundia, Franța.

## Comune
- Arthonnay
- Baon
- Cruzy-le-Châtel (reședință)
- Gigny
- Gland
- Mélisey
- Pimelles
- Quincerot
- Rugny
- Saint-Martin-sur-Armançon
- Sennevoy-le-Bas
- Sennevoy-le-Haut
- Tanlay
- Thorey
- Trichey
- Villon